# Headspace
Headspace és una pel·lícula estatunidenca dirigida per Andrew van den Houten, estrenada el 2005.

## Repartiment
- Olivia Hussey: el doctor Karen Murphy
- William Atherton: el doctor Ira Gold
- Sean Young: la mare
- Larry Fessenden: el pare
- Mark Margolis: Boris Pavlovsky
- Erick Kastel: Harry Jellenik
- Dee Wallace: el doctor Denise Bell
- Udo Kier: el reverend Karl Hartman
- Christopher Denham: Alex Borden
- Karen Anderson: la infermera

## Al voltant de la pel·lícula
- El rodatge, d'una duració de 42 dies, s'ha estès sobre un període del 8 de juliol al 18 de novembre de 2004 i s'ha desenvolupat a Katonah i Nova York.

## Banda original
- Party Dress, interpretat per After Midnight Project
- Believe, interpretat per Dragwater
- What Is It, interpretat per Phonodrive
- Dialysis Daze, interpretat per Charles Michael Dess
- Ave Maria, interpretat per l'Orquestra Simfònica Nacional D'eslovàquia, dirigida per Ryan Shore